# Verticia orientalis
Verticia orientalis är en tvåvingeart som beskrevs av Malloch 1927. Verticia orientalis ingår i släktet Verticia och familjen spyflugor. Inga underarter finns listade i Catalogue of Life.